# 克萊科蒂夫
50°9′18″N 25°11′45″E / 50.15500°N 25.19583°E
克萊科蒂夫（羅馬化：Klekotiv）是烏克蘭西部的村莊，隸屬利維夫州的佐洛奇夫區。該村面積0.95平方公里，海拔高度216米，2001年人口314，人口密度每平方公里331.57人。